# Бістабільна молекула
Бістабільна молекула (англ. bistable molecule) — молекула, що може існувати в двох стабільних електронних станах, один з яких є метастабільним. Фізичні властивості кожного зі станів різні та чітко спостережувані.
З кожним зі станів можна пов'язати біт інформації. Переходи між станами здійснюються під дією певних фізичних чинників, наприклад, світла чи дії магнітного поля. Такі молекули становлять двобітні логічні елементи і можуть використовуватися в пристроях для зберігання та обробки інформації.